# 京城高等演藝館
京城高等演藝館（日语：〔〕／ Keijō Kōtō Engikan；：／ Gyeongseong Godeung Yeonyegwan）是朝鮮日治時期電影院、劇場。該館於1910年（明治43年）8月29日日韓合併前的2月18日在漢城府（後京城府）黃金町2丁目（現大韩民国首爾特別市中區乙支路2街）開館。該館後改稱世界館，1914年（大正3年）又改稱第二大正館，次年閉館。該館存在時間不長，卻作為朝鮮半島最早出現之真正意義上的常設電影院名留史冊，對韓國電影界影響重大。

## 概要

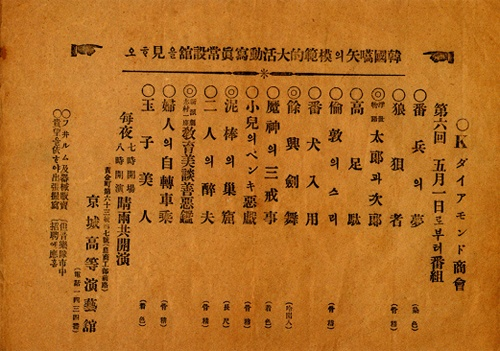
京城高等演藝館1910年5月1日第6回節目傳單

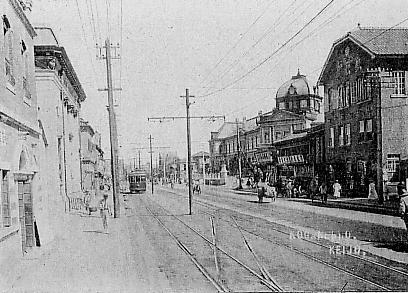
戰前黃金町（現中區乙支路）

1910年（明治43年）2月18日，京城高等演藝館於大韓帝國首都漢城府的黃金町第63番地7號（後日治朝鮮京城府黃金町2丁目，現大韓民國首爾特別市中區乙支路63-7、乙支路2街）開館。開館時的節目為先後在馬來亞、暹羅（泰國）巡迴放映電影的渡邊知賴（渡邊治水）所發行作品。《京城新報》25日版報導該館的開館，稱該館「每晚有九百名以上的觀眾，十分之六為韓人，十分之四為日本人」，放映獲得成功，雖為面向日本人的電影院，韓國人卻佔到觀眾的60%。據朴晃的評論，韓國以往沒有室內劇場，室內的表演及活動相片都很少。據該館放映K Diamond商會（Kダイヤモンド商会）所發行默片的節目表，第6回節目為長尺《小偷的巢窟》（泥棒の巣窟）等14部短篇。
該館開館時，漢城府已有面向韓國人的電影院團成社（1907年開館，在授恩町56番地，現鐘路區廟洞56番地）。據韓國映像資料院理事長扈賢贊的說法，該館與團成社相比，「是真正意義上的電影院。其為日本人建立的劇場，對向大眾普及電影有相當的影響。有完備的設施，並請報社記者與有影響力的人士參與試映會，試圖將電影放映專門化、近代化」。據扈賢贊的說法，「吉澤商店放映員中村」也在該館擔任放映員。吉澤商店是後來1912年（大正元年）9月10日合併成立之日活的前身之一，當時在東京製作、發行、放映電影，並與馬來亞的渡邊治水、新加坡的播磨勝太郎一同在海外巡迴營業。
在櫻井町1丁目（現中區仁峴洞1街）經營大正館的新田商會（代表：新田耕市）於1914年（大正3年）將該館買下並改裝，改稱第二大正館後重新開館。同時大正館改稱第一大正館。新田商會與成立第3年的新公司日活簽約，成為日活在朝鮮的代理店，在第二大正館放映日活發行的作品，同時承擔在朝鮮其他電影院放映的業務。不過第二大正館次年初即閉館。新田商會於3月在本町1丁目（現忠武路1街）新建並開放有樂館（後喜樂館），並將第一大正館復名大正館，兩館再度作為面向日本人的電影院而經營。《日本映畫年鑑 大正十三、四年》及之後的電影年鑑並未記載第二大正館的後繼者。一些資料將優美館描述為該館的後繼者，實非如此。
該館閉館後，明治生命（現明治安田生命保险）京城出張所在原址建立。該出張所於1928年（昭和3年）以後遷至京城府廳（現首爾圖書館，在太平路1街31番地）前角落地段665坪（約2,198.3平方公尺）大的土地上。